# Хименес, Мануэль (самбист)
Мануэль Хименес (исп. Manuel Jimenez) — испанский самбист и дзюдоист, чемпион (1979, 1981) и бронзовый призёр (1984, 1986) чемпионатов Испании по дзюдо, бронзовый призёр чемпионата Европы по самбо 1984 года (Бильбао), серебряный (1984) и бронзовый (1983) призёр чемпионатов мира по самбо, серебряный призёр Кубка мира по самбо 1983 года. По самбо выступал в лёгкой весовой категории (до 62 кг).
Руководитель спортивного клуба «Gimnasio Manuel Jimenez». Дочь Яиза Хименес Лопес также занимается самбо, является бронзовым призёром чемпионата Европы 2018 года, бронзовым призёром чемпионата мира 2020 года, бронзовым призёром Европейских игр 2019 года.

## Чемпионаты Испании
- Чемпионат Испании по дзюдо 1979 — ;
- Чемпионат Испании по дзюдо 1981 — ;
- Чемпионат Испании по дзюдо 1984 — ;
- Чемпионат Испании по дзюдо 1986 — ;